# CSA SportCruiser
Le CSA SportCruiser, anciennement CZAW SportCruiser, est un avion léger produit par Czech Sport Aircraft à Kunovice en République tchèque.

## Histoire

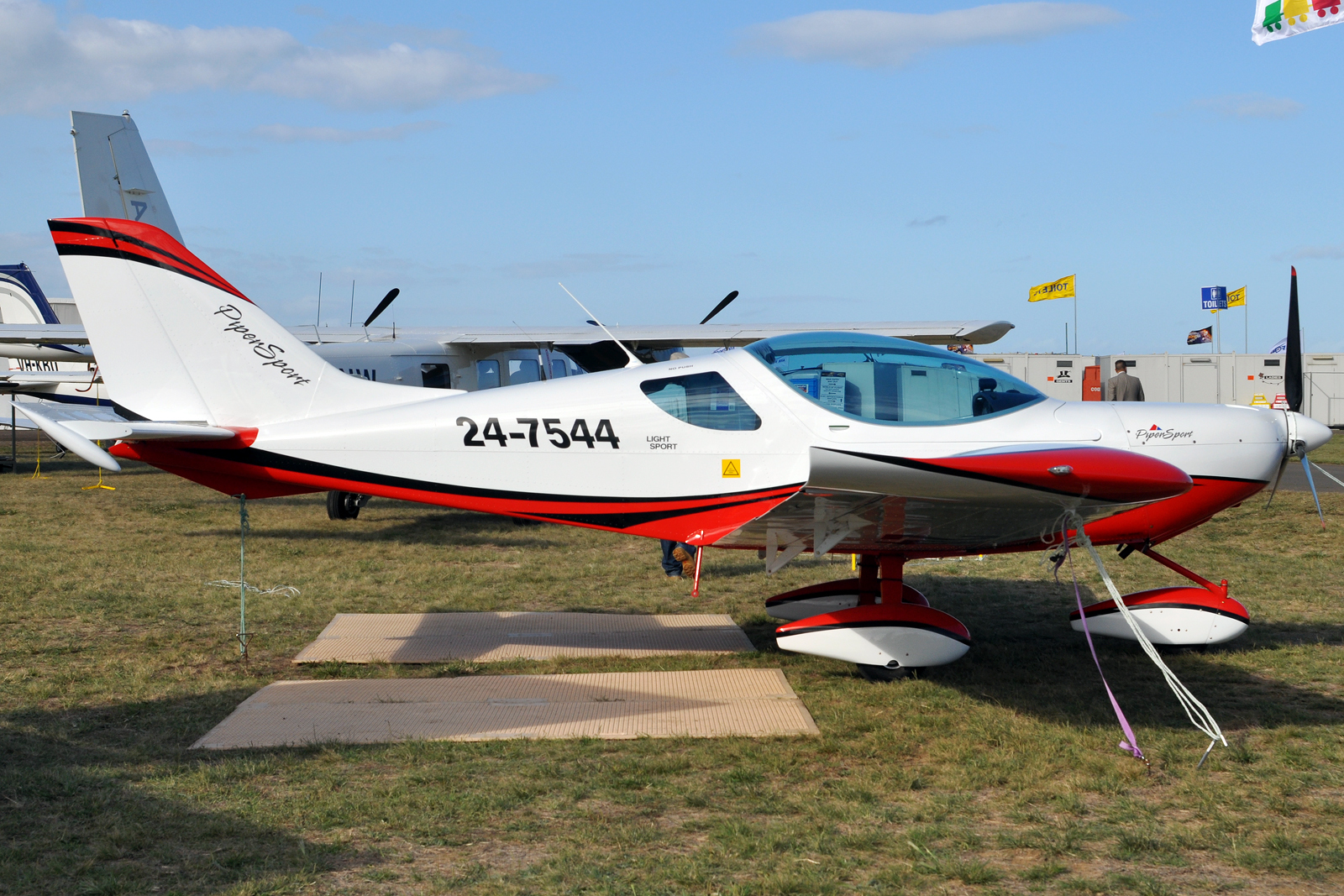
PiperSport

Le SportCruiser est un avion biplace en aluminium produit par Czech Aircraft Works (CZAW) depuis 2006 puis Czech Sport Aircraft (CSA) depuis 2010. Le SportCruiser est équipé du moteur Rotax 912ULS, du glass cockpit Dynon (en) et, en option, d'un parachute balistique.
Piper Aircraft distribue le SportCruiser aux USA en 2010 sous le nom PiperSport, pour concurrencer le Cessna 162 Skycatcher, avant de renoncer en 2011.
L'avion est certifié dans la catégorie light sport aircraft (LSA) en Europe depuis 2012 et est vendu sous le nom PS-28 Cruiser.

## Modèles
SportCruiser
Modèle initial vendu entre 2006 et 2009 et depuis 2011.
PiperSport
Modèle vendu par Piper Aircraft en 2010.
PS-28 Cruiser
Modèle certifié pour l'Europe.
PS-28N Cruiser
Modèle certifié pour l'Europe, équipé pour le vol de nuit.